# V596 Cassiopeiae
V596 Cassiopeiae (V596 Cas / GJ 82 / HIP 9291 / Ross 15) es una estrella de magnitud aparente +12,04. Se encuentra a 41,5 años luz del sistema solar encuadrada en la constelación de Casiopea.
Estrellas cercanas a V596 Cassiopeiae son Gliese 69 y Gliese 63, situadas respectivamente a 4,8 y 5,8 años luz de distancia.
V596 Cassiopeiae es una enana roja de tipo espectral M4V.
Tiene una temperatura superficial de 3069 K y su masa apenas supone el 35% de la masa solar.
Brilla con una luminosidad —en el espectro visible— igual al 0,18% de la luminosidad solar.
Gira sobre sí misma con una velocidad de rotación de al menos 15 km/s.
Su metalicidad —abundancia relativa de elementos más pesados que el helio— es ligeramente superior a la del Sol ([Fe/H] = +0,06).
V596 Cassiopeiae es una estrella joven cuya edad está comprendida entre 35 y 300 millones de años;
otro estudio concreta esta cifra en 50 millones de años.
Además, es una estrella fulgurante semejante a EV Lacertae, YZ Canis Minoris o UV Ceti, prototipo de esta clase de variables.